# Шварценбрукк
Шварценбрукк (нем. Schwarzenbruck) — община  в Германии, в Республике Бавария.
Подчиняется административному округу Средняя Франкония. Входит в состав района Нюрнбергер-Ланд.  Население составляет 8355 человек (на 31 декабря 2010 года). Занимает площадь 22,21 км². Региональный шифр  —  09 5 74 157. Местные регистрационные номера транспортных средств (коды автомобильных номеров) (нем. Kraftfahrzeugkennzeichen) — LAU.

## Население
По оценке на 31 декабря 2015 года население общины составляет 8364 чел.
| Дата      | 1840 | 1871 | 1900 | 1925 | 1939 | 1950 | 1961 | 1970 | 1987 | 2011 |
| --------- | ---- | ---- | ---- | ---- | ---- | ---- | ---- | ---- | ---- | ---- |
| Население | 965  | 1083 | 1240 | 1576 | 1996 | 3234 | 4180 | 5651 | 7800 | 8329 |

| Год       | 1960 | 1970 | 1980 | 1990 | 2000 | 2009 | 2010 | 2011 | 2012 | 2013 | 2014 | 2015 |
| --------- | ---- | ---- | ---- | ---- | ---- | ---- | ---- | ---- | ---- | ---- | ---- | ---- |
| Население | 3946 | 5775 | 7910 | 8358 | 8678 | 8363 | 8355 | 8376 | 8290 | 8236 | 8285 | 8364 |

## Города-побратимы
- Урречу, Испания (с 1991 года)[9]